# Adejoke Tugbiyele
Adejoke Tugbiyele (ur. 1977 w Nowym Jorku) – nigeryjsko-amerykańska artystka wizualna i aktywistka feministyczna, LGBT oraz queer. W swojej twórczości zajmuje się głównie społecznie zaangażowanym rzeźbiarstwem, filmem i performansem, a jej prace dotyczą praw człowieka, kobiet oraz mniejszości seksualnych a także duchowości. Odwołuje się do tradycji ludu Joruba, z którego wywodzą się jej przodkowie.

## Życiorys
Tugbiyele urodziła się na Brooklynie, a w wieku trzech lat przeprowadziła się do nigeryjskiego Lagos. Do Nowego Jorku wróciła by studiować architekturę w prestiżowej High School of Art and Design. Odbyła staż w The Central Park Conservancy, organizacji zarządzającej nowojorskim Central Parkiem, a następnie studiowała sztukę w manhattańskiej Cooper Union. W 2002 uzyskała tytuł licencjata (Bachelor of Science, BS) z architektury w New Jersey School of Architecture w ramach New Jersey Institute of Technology (obecnie Hillier College of Architecture and Design). W 2013 uzyskała tytuł magistra (Masters of Fine Art, MFA) w zakresie rzeźby w Maryland Institute College of Art w Baltimore.
Jest kobietą queer oraz feministką, jednak swoją tożsamość seksualną ujawniła dopiero jako dojrzała osoba, po rozwodzie, co nie spotkało się z dobrym przyjęciem w jej rodzinie. Artystka wspomina, że przebywając w Nigerii w 2013 ukrywała się ze względu na represje wobec osób nieheteronormatywnych i ze względów bezpieczeństwa po wprowadzeniu homofobicznej ustawy (Same-Sex Marriage Prohibition Act) skróciła swój pobyt. Swojego publicznego coming outu dokonała na antenie CNN, podczas gdy w tym samym czasie w Nigerii mogła grozić jej kara 14 lat pozbawienia wolności.
Jako aktywistka działa na rzecz społeczności LGBT, zwłaszcza w Nigerii, współpracując z Arise Entertainment 360, CNN International, The Huffington Post czy PEN America. Jest członkinią rady Nigerian Women’s Health and Equal Rights (WHER) Initiative, organizacji zajmującej się prawami nieheteroseksualnych kobiet w Nigerii.
Mieszkała i pracowała w New Haven w stanie Connecticut, w Nowym Jorku oraz w Johannesburgu.
Wywodzi się z ludu Joruba, a jej przodkowie zamieszkiwali nigeryjskie Igbajo, znane jako „Cytadela odważnych”, zlokalizowane w stanie Osun i historycznie będące częścią Królestwa Oyo.

## Twórczość
Tugbiyele jest artystką multimedialną, znaną przede wszystkim jako rzeźbiarka, performerka i twórczyni filmów. Tworzy także prace tekstylne, malarskie czy rysunki. W swoich pracach podejmuje problematykę mniejszości seksualnych, praw kobiet i praw człowieka, łącząc duchowość z zaangażowaniem społeczno-politycznym. Tematyka i forma jej prac stanowią nawiązanie do kosmologii i estetyki ludu Joruba – w pracach rzeźbiarskich wykorzystuje głównie materiały naturalne, takie jak plecione maty, miotły, tkaniny, drewno czy sznury, a w performansach nawiązuje do nigeryjskiego dziedzictwa kulturowego.
Praca twórcza i zaangażowanie społeczno-polityczne są dla niej nierozerwalnie związane. W swoich wczesnych pracach eksplorowała przede wszystkim problematykę płci oraz tożsamości kobiet w Nigerii. W późniejszych pracach zwróciła się ku zagadnieniom seksualności, poprzez swoją twórczość uwidaczniając doświadczenia osób z grup mniejszościowych.
Wśród swoich inspiracji wymienia osoby, które brały odpowiedzialność za swoje społeczności, jak rzeźbiarz El Anatsui, Fela Kuti, Ai Weiwei czy Kara Walker. Wpłynęła na twórczość nieheteronormatywnych artystów i artystek w Afryce, jako pionierkę wskazują ją m.in. Zanele Muholi czy Rotimi Fani-Kayode.
Jej prace znajdują się w wielu kolekcjach muzealnych, m.in. Daimler Contemporary w Berlinie, w nowojorskich The Brooklyn Museum, Leslie-Lohman Museum of Art oraz Museum of Arts and Design, Newark Museum, National Museum of African Art (Smithsonian Institution), a także kolekcjach banku Credit Suisse, Sugar Hill Capital Partners, AMREF Health Africa, AIR Serenbe, Sakhile&Me Art Gallery we Frankfurcie i Benesere Wellness Center w Summit.

### Wystawy indywidualne
- 2004 – Dynamic Dark Matter, Philosophy Box Gallery, Nowy Jork,
- 2010 – Wahala Temi – Body Work, The Walsh Gallery, Seton Hall University, South Orange, Stany Zjednoczone,
- 2013 – Fast Forward, Metro Gallery, Maryland Institute College of Arts, Baltimore,
- 2014 – Election/Erection, Gallery Aferro, Newark,
- 2015 – TESTIMONY, Goodman Gallery, Kapsztad,
- 2016 – Grassroots, Skoto Gallery, Nowy Jork,
- 2017 – Freedom Dance II, Leslie-Lohman Museum of Gay and Lesbian Art, Nowy Jork,
- 2017 – Shifting the Waves, 1:54 Contemporary African Art Fair (October Gallery), Londyn,
- 2018 – Language of the Heart, Second Street Gallery, Charlottesville,
- 2020 – Hybrid Spirit, The Melrose Gallery, Johannesburg[2][17][18].

### Wybrane wystawy zbiorowe
2010
- The Global Africa Project, Museum of Arts and Design, Nowy Jork,

2011
- The African Continuum, The United Nations, Nowy Jork,
- All We Ever Wanted, Center for Contemporary Art, Lagos,

2013
- Ashe to Amen, Museum of Biblical Art, Nowy Jork; Reginald F. Lewis Museum, Baltimore; Dixon Gardens, Memphis,
- Reloading the Canon: African Traditions in Contemporary Art, James E. Lewis Museum, Baltimore,

2014
- Interwoven Histories, October Gallery, Londyn,
- The Subject is Black, Leslie Lohman Museum of Gay & Lesbian Art, Nowy Jork,
- Brides of Anansi: Fiber and Contemporary Art, Museum of Fine Art, Spelman College, Atlanta,
- ARENA, Centrum Sztuki Współczesnej Znaki Czasu, Toruń,
- Matter as Metaphor, Art Dubai (October Gallery), Dubaj,

2015
- Agitprop!, Brooklyn Museum, Brooklyn,
- Group Presentation, 1:54 Contemporary African Art Fair (October Gallery), Londyn,

2016
- Disguise: Masks and Global African Art, The Brooklyn Museum, Brooklyn,

2017
- CultureSummit2017, Manarat Al Saadiyat, Abu Zabi,

2018
- Widening Circles, Joan Mitchell Foundation Artist Community, Nowy Jork,
- Niepodległe. Kobiety a dyskurs narodowy, Muzeum Sztuki Nowoczesnej w Warszawie,
- MAD Collects: The Future of Craft Part I, Museum of Arts and Design, Nowy Jork,
- Half the Picture: A Feminist Look at the Collection, Brooklyn Museum, Brooklyn,
- Four Women, Revolving Art Incubator, Lagos,

2019
- BISO2019!, Institut Francais, Wagadugu,
- Women’s Month, Melrose Gallery, Johannesburg,
- Material Identities, Melrose Gallery, Johannesburg,
- Power of Site, Nirox Sculpture Park, Johannesburg,

2020
- 31:women, Daimler Art Collection, Berlin,
- I am... Contemporary Women Artists of Africa, Smithsonian National Museum of African Art, Waszyngton[3][14][21].

### Wybrane prace
- AfroOdyssey IV: 100 Years Later, 2014, wideo[18].
- Same-Sex 2.0, 2017[22][23].
- Drama, 2018, rzeźba[24].
- AfroQueer (także: Homeless Hungry Homo), 2014, rzeźba[25][26].

### Publikacje
- Adejoke Tugbiyele, Personal is Political: Sexual Identity and “Nigerian Culture”, "The Feminist Wire", 13.02.2014.

## Nagrody i wyróżnienia
- 2012 – Amalie Rothschild '34 Rinehart Award,
- 2013 – William M. Phillips '54 Scholarship for Best Figurative Sculpture,
- 2013 – stypendium w ramach Programu Fulbrighta,
- 2014 – panelistka Women in The World, Lincoln Center, Nowy Jork (wraz z Roger Ross Williams oraz Claire Byarugaba),
- 2015 – wyróżnienie na liście 100 Leading Global Thinkers magazynu Foreign Policy,
- 2016 – Joan Mitchell Painters and Sculptors Grant,
- 2017 – panelistka “Arts & Gender Equity” podczas CultureSummit 2017 w Abu Dhabi,
- 2019 – Grand Prix Leridon, Gervanne Leridon Matthias Collection, za rzeźbę Ange,
- 2019 – rezydencja Nirox Sculpture Park, Johannesburg,
- 2019 – rezydencja BISO2019!, Ouagadougou,
- 2020 – stypendium Smithsonian Artist Research Fellowship 2021[3][17][27].